# Trolejbusová doprava v Esslingenu

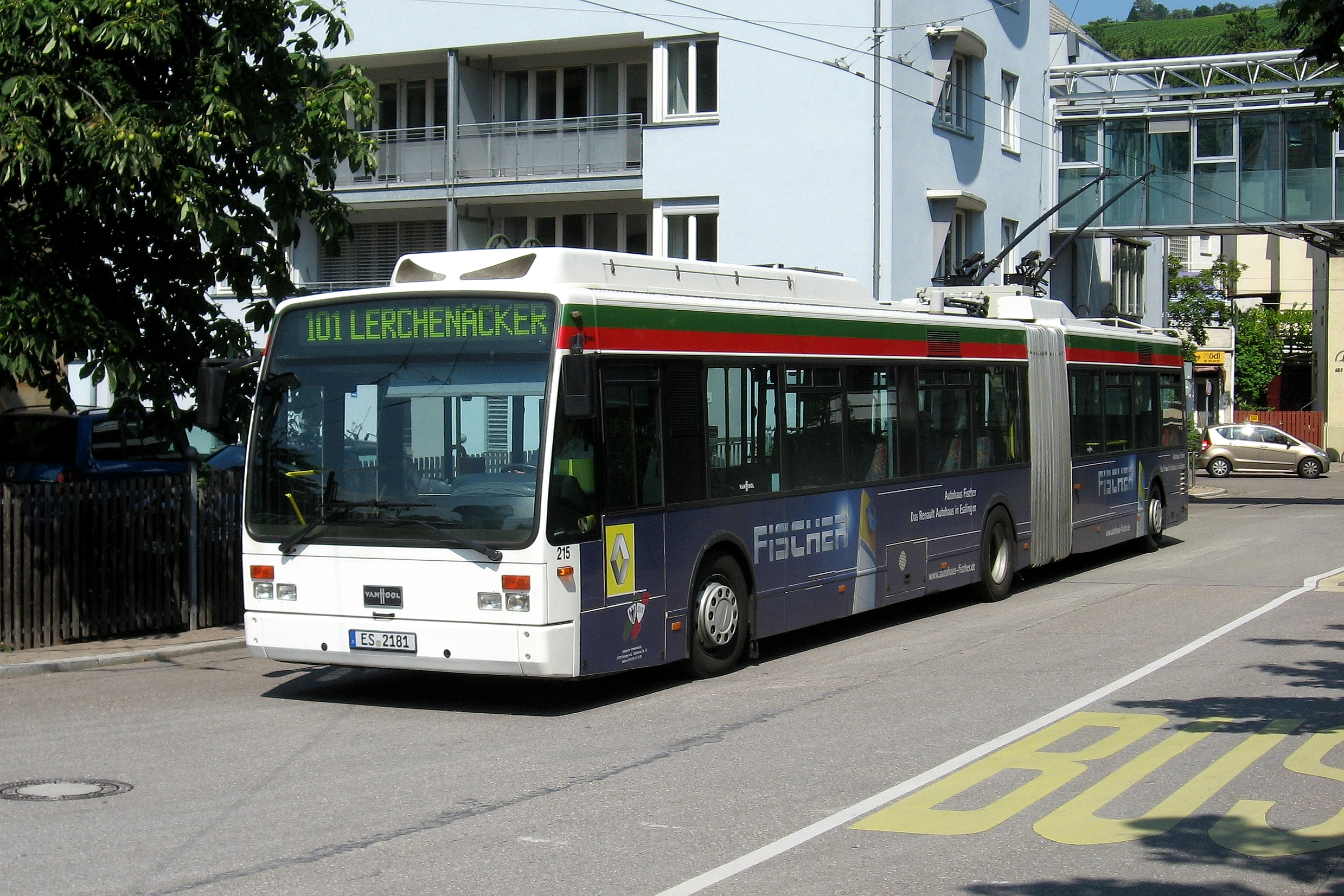
Trolejbus Van Hool AG 300 T v Esslingenu

Esslingen am Neckar je jedním ze tří německých měst, kde je dosud v provozu síť trolejbusové dopravy. Jedná se o síť malou, neboť v současnosti jsou v provozu dvě linky a 11 trolejbusů.
O výstavbě trolejbusové tratě bylo rozhodnuto během druhé světové války. Právě trolejbusy měly nahradit zastaralé tramvaje, které v Esslingenu jezdily od roku 1912. Tomu se tak skutečně stalo, tramvajový provoz byl zastaven během roku 1944 a tentýž rok, konkrétně 10. července byla uvedena do provozu jediná, 7 km dlouhá trolejbusová trať, která spojovala místní část Obertürkheim (přestup na tramvajovou linku do Stuttgartu), střed města a Oberesslingen. Dalšího nového trolejbusového úseku se Esslingen dočkal až v roce 1961, kdy bylo zprovozněno 1,2 km dlouhé prodloužení stávající tratě do Lerchenäckeru. Tato linka je v provozu doposud pod číslem 101.
Druhá trolejbusová trať byla uvedena do provozu v roce 1978, kdy byla zrušena příměstská dráha spojující Esslingen a Nellingen. Po její trase od esslingenského nádraží až po vrch Zollberg na kraji města bylo zřízeno trolejové vedení pro trolejbusy. Na Zollbergu potom trolejbusy po jednostopé blokové smyčce objedou místní obytnou čtvrť a vrátí se zpět do Esslingenu na nádraží. V této trase jezdí druhá (a poslední) městská trolejbusová linka s číslem 118.
Po celé trase příměstské dráhy do Nellingenu jezdily v minulosti duobusy. Tato vozidla dojela na Zollberg jako klasické trolejbusy a dále pokračovala s pohonem dieselovým motorem přes Nellingen do Denkendorfu. Kombinovaný provoz na této příměstské trati existoval až do začátku 21. století, poté byl vzhledem k nespolehlivosti duobusů a jejich technickým problémům nahrazen klasickými autobusy.
V současnosti jsou tak v Esslingenu v provozu dvě trolejbusové linky, na kterých jezdí devět moderních kloubových nízkopodlažních trolejbusů Van Hool AG 300 T z roku 2002. Jako záložní pak slouží dva starší duobusy Mercedes-Benz (rok výroby 1994).